# Le Courrier du Vietnam
Le Courrier du Vietnam là một tờ báo tiếng Pháp, trực thuộc Thông tấn xã Việt Nam. Kể từ khi thành lập tại Hà Nội vào năm 1964, tờ báo đã đóng vai trò là phương tiện truyền thông Pháp ngữ phổ biến nhất ở Việt Nam và Đông Nam Á.
Le Courrier du Vietnam cũng phát các chương trình văn hóa bằng tiếng Pháp trên kênh truyền hình Thông tấn VNEWS. Trước đây, tờ Le Courrier du Vietnam là nhật báo nhưng hiện nay nó là tuần báo in màu, phát hành vào thứ 5 hàng tuần.